# Кети Менинг
Кетрин Ен „Кети” Менинг (енгл. Catherine Ann "Katy" Manning; Гилфорд, 14. октобар 1946) је британска глумица. Менингова је најпознатија по улози Џо Грант у научно-фантастичним серијама Доктор Ху и Авантуре Саре Џејн.